# Rondel
Rondel är en udde i Antarktis. Den ligger i Sydshetlandsöarna. Argentina, Chile och Storbritannien gör anspråk på området.
Terrängen inåt land är huvudsakligen kuperad, men åt nordost är den platt. Havet är nära Rondel åt sydost. Trakten är glest befolkad. Närmaste befolkade plats är Commandante Ferraz Station, 16,8 kilometer norr om Rondel. 